# Cine Amèrica
El Cine Amèrica fou un gran local d'espectacles que estava ubicat al número 121 del carrer de Jaume Fabra (en direcció a Plaça Espanya, per la vorera del Paral·lel, tocant amb el barri de Poble-Sec), Barcelona.
La sala de cinema va ser inaugurada l'any 1926, situada a la planta baixa d'un edifici de quatre pisos i amb un aforament de més de 1300 localitats. A banda de la sala d'exhibició, el local estava també destinat a números de varietats, sobretot quan les pel·lícules encara eren mudes. També s'hi representàven obres de teatre, tot i que amb menor assiduïtat. Quan va arribar el cinema sonor, va començar a funcionar com a sala d'estrena.
La sala va tancar les portes en acabar-se la Guerra Civil i després d'una reforma completa, va tornar a obrir el 7 d'octubre de 1939. D'aquesta manera, durant els anys de dictadura va funcionar bàsicament com a cinema de reestrena. El Cine Amèrica va ser remodelat en profunditat l'any 1964 el que va millorar l'acústica i va acabar convertint-se en cinema de barri. Durant els anys de la transició, s'hi van projectar programes dobles de cinema eròtic, i aquesta va ser la última etapa, abans de tancar definitivament les portes l'any 1981.
A l'any 1982 va ser enderrocat.